# Носково (Московская область)
Носково — деревня в Дмитровском районе Московской области, в составе сельского поселения Якотское. Население — 51 человек (на 2010 год). До 2006 года Носково входило в состав Якотского сельского округа.

## Расположение
Деревня расположена в северо-восточной части района, примерно в 12 км к северо-востоку от Дмитрова, на возвышенном водоразделе рек Шибовки и Ветелки (левые притоки Дубны). Высота центра над уровнем моря — 195 м. Ближайшие населённые пункты — Тимоново в 200 м на юг и Ковригино в 700 м на север.

## Население
| 2002 | 2006 | 2010 |
| ---- | ---- | ---- |
| 49   | ↘48  | ↗51  |

## Уроженцы
- Галяткин, Пётр Иванович (1922—1943) — участник Великой Отечественной войны. Герой Советского Союза.